# Namdzsacshingu
A Namdzsacshingu (hangul: 남자친구, RR: Namjachingu), angol címén Encounter vagy Boyfriend, egy 2018-ban bemutatott dél-koreai televíziós sorozat, melyet a tvN csatorna vetített Szong Hjegjo (Song Hye-gyo) és Pak Pogom (Park Bo-geom) főszereplésével.

## Szereplők
- Szong Hjegjo (Song Hye-gyo) (송혜교): Csha Szuhjon (차수현, Cha Soo-hyun)
- Pak Bogom (Park Bo-gum) (박보검): Kim Dzsinhjok (김진혁, Kim Jin-hyuk)

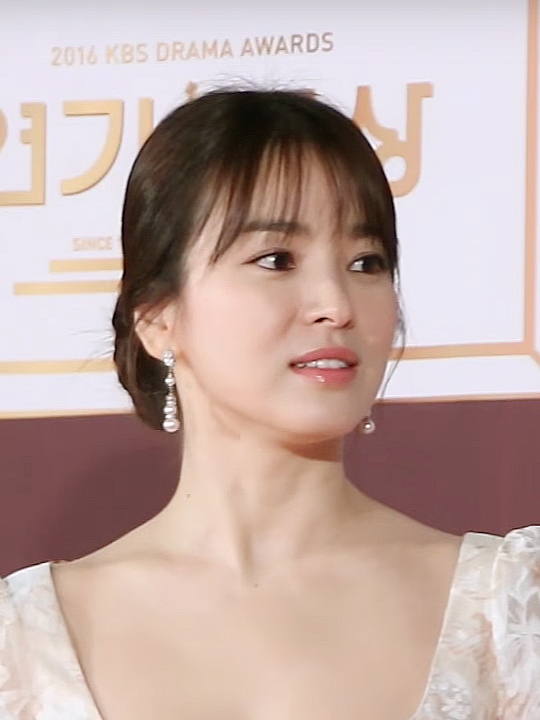
Szong Hjegjo (Song Hye-gyo)
Pak Pogom (Park Bo-gum)